# Proa X-Bow

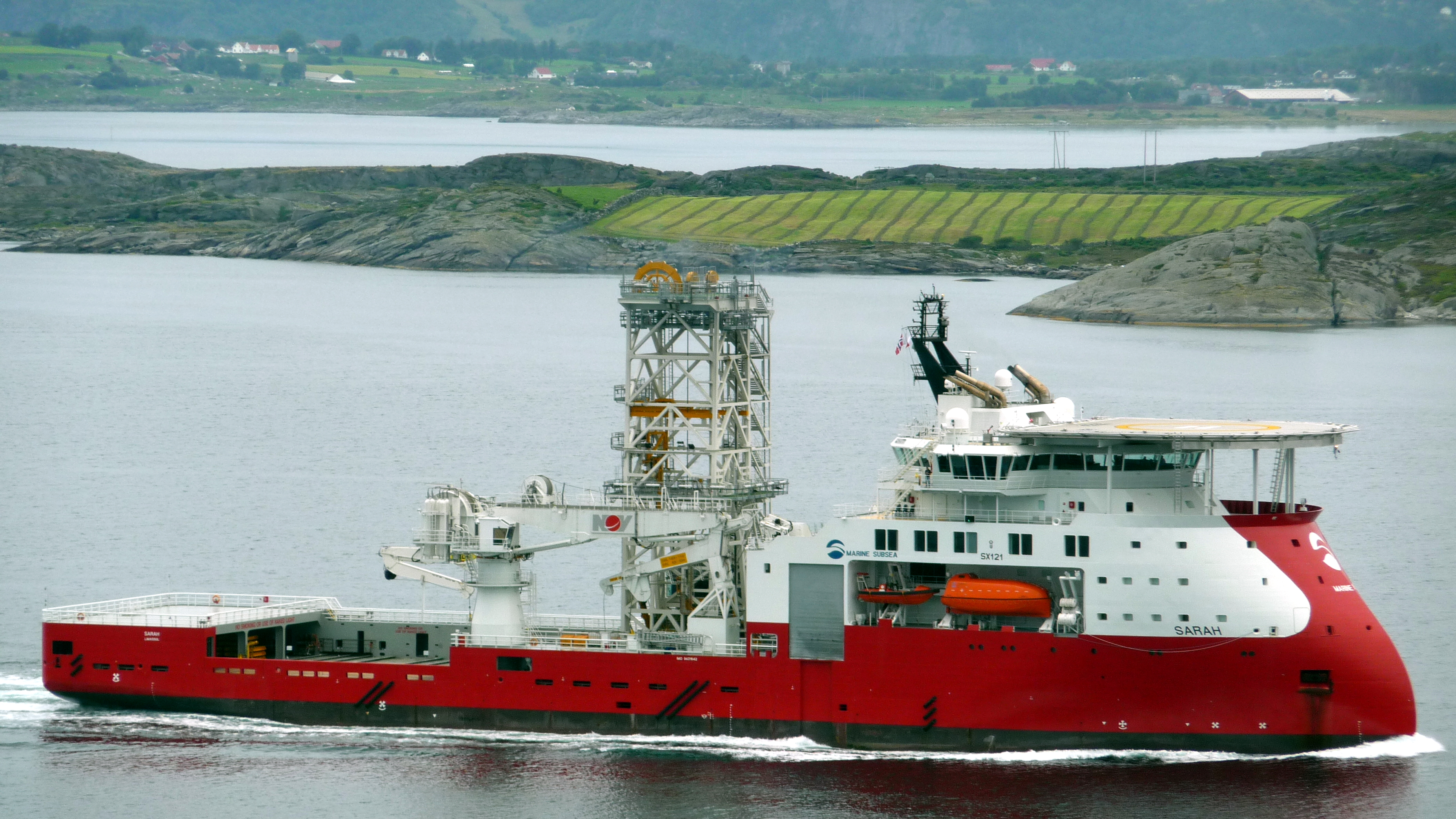
Buque de perforación con X-Bow.

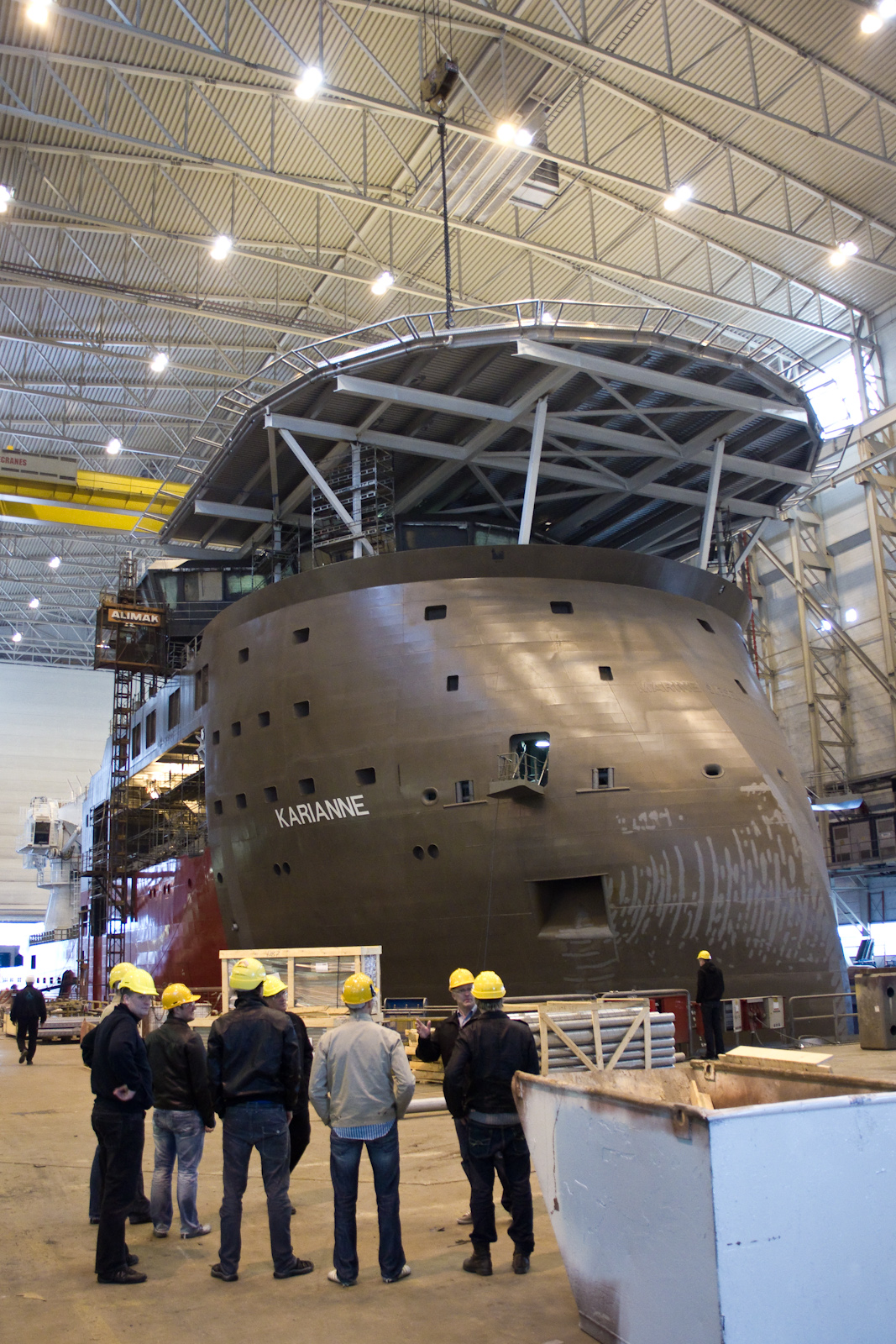
Detalle de la proa X-Bow.

El Ulstein X-Bow, también conocida como proa invertida, es un modelo de proa patentado por el Grupo Ulstein, empresa noruega de fabricación de buques.
El X-Bow es un diseño de proa en la que el bulbo de proa queda situado en la perpendicular de proa, formando una sola pieza con el casco. Las ventajas son en forma de menor resistencia al arrastre y mayor velocidad en condiciones de mar gruesa.

## Historia
La filial del Grupo Ulstein, Ulstein Design AS, diseñó el Ulstein X-Bow entre los años 2001 y 2004. El objetivo de este estudio de investigación y desarrollo era la fabricación de embarcaciones offshore que pudiesen navegar fácilmente en condiciones de mar gruesa. En el diseño, también participaron la empresa naviera Bourbon Offshore Norway y la empresa hidráulica Odim. Después de una serie de pruebas experimentales realizadas en febrero de 2005 en Marintek (Trondheim), se empezó la fabricación de la primera embarcación con proa invertida, un remolcador AHTS bautizado como Bourbon Orca. El 24 de junio de 2006 se realizó su botadura.
Hasta la fecha, existen pedidos por 70 barcos de proa invertida, de los cuales se han entregado 15.